# Thalmässing
Thalmässing – gmina targowa w Niemczech, w kraju związkowym Bawaria, w rejencji Środkowa Frankonia, w regionie Industrieregion Mittelfranken, w powiecie Roth. Leży około 20 km na południowy wschód od Roth, przy linii kolejowej Roth – Thalmässing.

## Dzielnice
W skład gminy wchodzą następujące dzielnice: 
| - Alfershausen - Appenstetten - Aue - Bergmühle - Dixenhausen - Eckmannshofen - Eysölden - Feinschluck - Gebersdorf - Göllersreuth - Grashöfe - Hagenich - Heimmühle | - Hundszell - Kätzelmühle - Kleinhöbing - Kochsmühle - Kolbenhof - Landersdorf - Lohen - Neumühle - Offenbau - Ohlangen - Pyras - Rabenreuth - Reichersdorf | - Reinwarzhofen - Ruppmannsburg - Schwimbach - Stauf - Steindl - Stetten - Thalmässing - Tiefenbach - Waizenhofen - Ziegelhütte - Zinkelmühle |

## Zabytki i atrakcje
- zamek Stauf
- zamek Eysölden
- gród Landeck

## Współpraca
Miejscowość partnerska:
- Reißeck, Austria